# دیدسمتیل‌سیتالوپرام
دیدسمتیل‌سیتالوپرام(به انگلیسی: Didesmethylcitalopram) یک متابولیت فعال داروی ضدافسردگی سیتالوپرام (راسمیک) است. دیدسمتیل‌اس‌سیتالوپرام یک متابولیت فعال از داروی ضد افسردگی اس‌سیتالوپرام، انانتیومر S سیتالوپرام است. مانند سیتالوپرام و اس‌سیتالوپرام، دیدسمتیل‌سیتالوپرام و دیدسمتیل‌اس‌سیتالوپرام به عنوان یک مهارکننده انتخابی بازجذب سروتونین (SSRI) عمل می‌کنند و مسئول برخی از اثرات درمانی ترکیب والد خود است.

## همچنین ببینید
- دسمتیل‌سیتالوپرام
- Desmethylsertraline
- دزونلافاکسین
- Norfluoxetine